# Медресе Кусамийа
Медресе Кусамийа – несохранившийся архитектурный памятник ансамбля Шахи-Зинда в Самарканде. 

## Исторический срез
История Средней Азии XI – XII веков была связана с образованием трёх крупных тюркских империй под управлением недавних кочевников из династий Караханидов, Сельджукидов и Газневидов, которые просуществовали здесь с переменным успехом почти до монгольского нашествия в 20-е годы XIII века. С приходом к власти в Мавераннахре известного караханидского правителя Тамгач Бограхана Ибрахима (правил в 1046-1068 годах) Самарканд становится столицей Западно-тюркского каганата. Из западных Караханидов надо отметить второго крупного правителя, известного, как Арслан-хан, который, как и Ибрахим, был у власти почти 30 лет (1102-1130 гг.) и вошел в историю региона, как «царь-строитель». С его именем связаны до сих пор возвышающийся над Бухарой минарет Калян (1127 год), мечеть Калян XII века (стояла на месте мечети XV века), реконструкция Рабат-и Малика в бухарской степи около Кермине. При последнем караханидском правителе Османе (1204-1212 годы правления) Мавераннахр был захвачен хорезмшахом Мухаммадом, который сделал Самарканд главным городом хорезмшахов, укрепил городские стены, провел некоторые строительные работы. В марте 1220 года город пал под ударами монгольских орд Чингисхана. В данном контексте наиболее интересен период правления первого западного Караханида Ибрагима Тамгач Бограхана (1046-1068 годы правления), который у «машада Кусама» в Самарканде основал ханифитское медресе Кусамийа «для людей науки и религии» и передал вакф в пользу этого медресе. Мусульманская святыня во время правления этого кагана превратилась в крупный религиозно-культовый и образовательный центр Самарканда, где сложилась определенная интеллектуальная среда города. Начал развиваться привилегированный караханидский некрополь с богато украшенными мавзолеями, как показали археологические вскрытия. В XII веке о медресе упоминает хорезмийский ученый Насир – ибн Абдулсейид (1143-1213 годы). Его сочинение «Ал-мугриб фи тартиб ал- муриб» («Словарь редких арабских слов») никаким переделкам не подвергалось, заслуживает полного доверия и относительно Шахи-Зинда гласит следующее: «Кусам, сын дяди Пророка – мир над ним, Это Кусам ибн ал- Аббас ибн Абд – ал – Мутталиб. По нему назван квартал в Самарканде, потому что он похоронен в нем. И в нем медресе Кусама».
До нас дошел исключительной важности юридический документ 1066 года — вакуфный акт Тамгач Бограхана, в котором сообщается, что «хакан приказал основать около святыни медресе, которое станет местом собрания «людей науки и религии» и включит в себя мечеть, учебные классы, библиотеку для обучения Корану, класс чтеца Корана, класс преподавателя адаба, обучающего адабу (сеть гуманитарных наук, законоведение), подсобные помещения, двор и сад». Вакф 1066 года был обнаружен в середине XX века в далекой Александрии (Египетской) почти одновременно с раскопками медресе в Шахи-Зинда. По этому вакфу в пользу медресе Кусамийа и стоящей рядом гробнице Кусама главой государства завещалась большая личная движимость и доходы с нее. Ибн Батута, посетивший святыню Шахи-Зинда в 30-е годы XIV века упоминает завию (ханаку) близ гробницы Кусама. В медресе готовили служителей мусульманской общины, учителей мактабов, чиновничий аппарат.

## План медресе
При всех трудностях археологических работ в плотно застроенном ансамбле Шахи-Зинда, где некрополь XI – XII веков был перекрыт гробницами эпохи Темуридов и более поздними культовыми сооружениями, удалось выявить основную схему плана медресе Кусамийа (вскрыта юго-восточная часть здания) и на основе симметрии, характерной для памятника, графически реставрировать общую композицию здания. Ключом была южная стена с входным айваном на поперечной оси.
Размеры медресе:
Снаружи                     55 х 45 м
Внутренний двор      20 х 30 м
Медресе имело прямоугольный план, четырехайванную композицию. На главной оси восточного фасада находился входной портал, основание которого можно было видеть до 2004 года. По сторонам портала располагались крылья стен, завершенные угловыми гульдаста. Внутренний план здания заключал двор с айванами на осях, застроенный по сторонам худжрами для проживания студентов и учебными классами. По углам судя по вскрытому юго-восточному углу располагались квадратно купольные помещения — дарсхона или библиотека, названные в вакфе. Мечеть, надо полагать, располагалась в традиционной западной нераскопанной части медресе. Эта схема планировочной композиции типична для более поздних медресе Средней Азии. Из центрального входного айвана шли поперечные проходы в угловые аудитории (раскопаны в юго-восточной четверти). Принцип планировки легко узнаваем. Эта композиция в более развитом виде хорошо известна по медресе Маверанахра XV – XVII веков. На основе таких боковых проходов в XV –XVII веках развивается характерный для медресе коленчатый проход, который можно видеть почти в каждом медресе Средней Азии (Ходжи Ахрара в Самарканде, Кукельдаша в Ташкенте, Мири Араба в Бухаре).

## Главный фасад медресе
Главный фасад медресе Кусамийа (общая длина 44-45 м) представлял собой типичную фронтальную композицию, построенную на основе классической трехчастной симметрии. На центральной оси находился портал с выступающими на 50-60 см пилонами, по сторонам портала крылья стен, завершенные угловыми башнями гульдаста. Основа этой фронтальной композиции зародилась в Средней Азии в глубокой древности и после многих трансформаций стала универсальной в средневековых зданиях с внутренним двором (медресе, мечети, дворцы, госпитали и караван-сараи). Форма объемного входа с аркой возникла в доарабской Средней Азии и стала универсальной в процессе эволюции и применялась в типологически разных сооружениях на протяжении всего средневековья. Главный фасад был классически строг. Архитектурно – декоративная разработка была проста и лаконична. Крылья стен членились пилястрами на отдельные панно. Заполненные глухими арками они были облицованы парным шлифованным кирпичом в сочетании с «бантиками». Весь комплекс данных и планировочное решение помещений позволяют думать, что медресе было одноэтажным.

## Декоративно – художественный облик медресе
Фасад медресе и портальная ниша тоже были облицованы парным шлифованным кирпичом с поперечными фигурными вставками – «бантиками». Судя по находкам, наружные части пилонов портала (вскрыты в черновой кладке), возможно, украшала резная терракота с растительным, геометрическим, эпиграфическим орнаментом. Резная терракота, которую предположительно можно отнести к облицовке портала, выполнена глубокой резьбой, рисунок крупный и несколько грубоват. Мотивы и узоры оригинальны по форме, сочетанию элементов и композиции, стилевые признаки не вызывают сомнений в датировке их второй половиной XI века. Резная терракота XII века из комплекса Шахи-Зинда отличалась более изящной, тонкой двух- и трехплановой резьбой и насыщенным цветочным узором.

## Интерьер
Интерьер юго-восточного вскрытого зала покрывала полихромная роспись по ганчу. Пол зала был вымощен квадратными шлифованными керамическими плитами. Роспись на стенах (сохранилось основание) представляла крупный стилизованно-растительный орнамент, выполненный в синей, оранжево-красной, жёлтой цветовой гамме, контур узора — чёрный. Палитра красок, основанная на местном природном сырье, и орнамент хорошо известны по ряду синхронных памятников Северного Хорасана (мавзолей Мухаммада ибн Зейда, султана Санджара, термезский дворец XI –XII веков). На углу прохода в угловой зал уцелело небольшое панно (ширина 78 см).
Геометрический узор панно представляет комбинацию из шлифованных брусков в сочетании с резным ганчем. Фрагменты стеклянных дисков из завала от оконных панджара, хорошо известные по монументальной и жилой архитектуре Средней Азии, говорят о световых проемах в помещениях медресе. По найденным фрагментам терракоты можно гипотетически представить внешний облик входного портала. Угол тимпана со стилизованно-растительным узором, лекальные фрагменты от облицовки архивольта портальной арки с эпиграфическим орнаментом в стиле сульс, плиты выкружки, опоясывающие портальную раму, позволяют реконструировать облик портала медресе. К обрамлению архивольта портальной арки можно отнести криволинейный терракотовый резной бордюр (ширина 15 см) с «бегущим меандром». Такой мотив издревле распространен на Ближнем и Среднем Востоке — он выполнялся в резьбе по ганчу, терракоте, камню. Комплекс декоративно-облицовочного материала медресе, при всей оригинальности отдельных изразцов, орнаментальных мотивов и художественных приемов, находит много общего в домонгольском зодчестве Средней Азии.

## Эпиграфика медресе
Портал медресе Кусамийа был украшен эпиграфическим орнаментом в стиле сульс, с элементами растительного узора, на фрагменте резной терракоты в виде крупной розетки (диаметр 80 – 85 см) стереотипная арабская формула: «ал – мульк – ли -ллахи» - «вся власть Аллаху». Местоположение розетки — это углы тимпана над аркой портала. Излюбленный прием в домонгольском зодчестве на всем мусульманском востоке — заполнение верхних углов тимпанов порталов и михрабов орнаментальным диском. На еще одной плите:
«ал – вахид, ал – кахар» – «единственный, могущественный». Этот художественный прием известен по ряду памятников XI – XII веков и традиционно использовался в ранних мавзолеях комплекса.

## Конструкции и инженерные приемы
Внешние стены медресе (толщина 1,70 – 1,90 м) были построены на мощных фундаментах из сборного материала. Фундамент южной стены (глубина 1,45 м) сложен камуфлетным способом из разного материала (крупные блоки рваного камня по краям, мелкий сланец, галька, кирпичный бой в заполнении) на глиняном растворе. Такой камуфлетный способ кладки стен, известный с древности (доарабский замок Джумалак – тепе), был широко распространен по всей Средней Азии в средние века (медресе Улугбека в XV веке в Бухаре). Такую же пеструю картину по строительному материалу и уровню заложения представлял и фундамент главного восточного фасада. Внутренние стены из прямоугольного жжёного кирпича (18 х 30 х 5-6 см) были установлены на «заливки» толщиной 50 – 70 см, что обеспечивало идеальную ровную поверхность. Этот древнейший в Средней Азии строительный прием используется до сего дня в народном жилье. Особой конструкцией отличалась стена главного фасада, несущая декор. Стена имела трехслойную структуру, лицевая сторона была сложена комбинированной кладкой (чередование кирпича на ребро и плашмя) на плотном растворе из ганч – хака (лёсс + ганч). На эту кладку крепился декор из шлифованных парных кирпичей с поперечными «бантиками». Все стены и фундаменты медресе были армированы деревянными связями. Деревянная арматура, известная в сырцовой архитектуре парфянского зодчества, широко применялась в средневековом строительном деле Средней Азии. Стены углового юго-восточного зала армированы поперечными деревянными балками (диаметр 15 – 20 см), пилоны главного портала — диагональными связями. Деревянная арматура пронизывала не только кирпичную кладку стен, но и каменно-бутовый фундамент. В подошве фундамента углового зала проложен ряд сырцового кирпича, возможно, как амортизатор. Прием не имел широкого распространения, но отмечен в ряде памятников зодчества (мемориальное сооружение Миздахкана, основание колонн в Варахше, где под жжёным кирпичом фундамента выявлено несколько рядов кирпича сырца.

## «Культ порога»
Представляют интерес разновременные захоронения на территории медресе, часть которых относится ко времени постройки здания и отражает древний «культ порога». При раскопках в основании портальной ниши южного айвана, у пилонов с внутренней стороны расчищены две детские могилы, может быть совершенные в период стройки медресе.

## Архитектурный тип медресе
Медресе как высшая учебная школа, своего рода средневековый университет, известны с X века. Вскрытые остатки медресе Кусамийа XI века в комплексе с данными вакфа впервые дали реальные представления об одном из домонгольских медресе Средней Азии. Раскопки показали, что в Самарканде к XI веку сложился дворово-айванный тип медресе, который потом развивался, не меняясь принципиально. Зодчий, строивший медресе Кусамийа, прекрасно владел методом совершенной пропорции — золотым сечением и его производных (4:5, 3:10), как показал Крюков К. С.
К середине XI века, судя по медресе Кусамийа, сложилась матрица, которая в последующем стала универсальной для структуры медресе XV – XVII веков.